# Saint-Jean-des-Piles
Pour les articles homonymes, voir Pile.

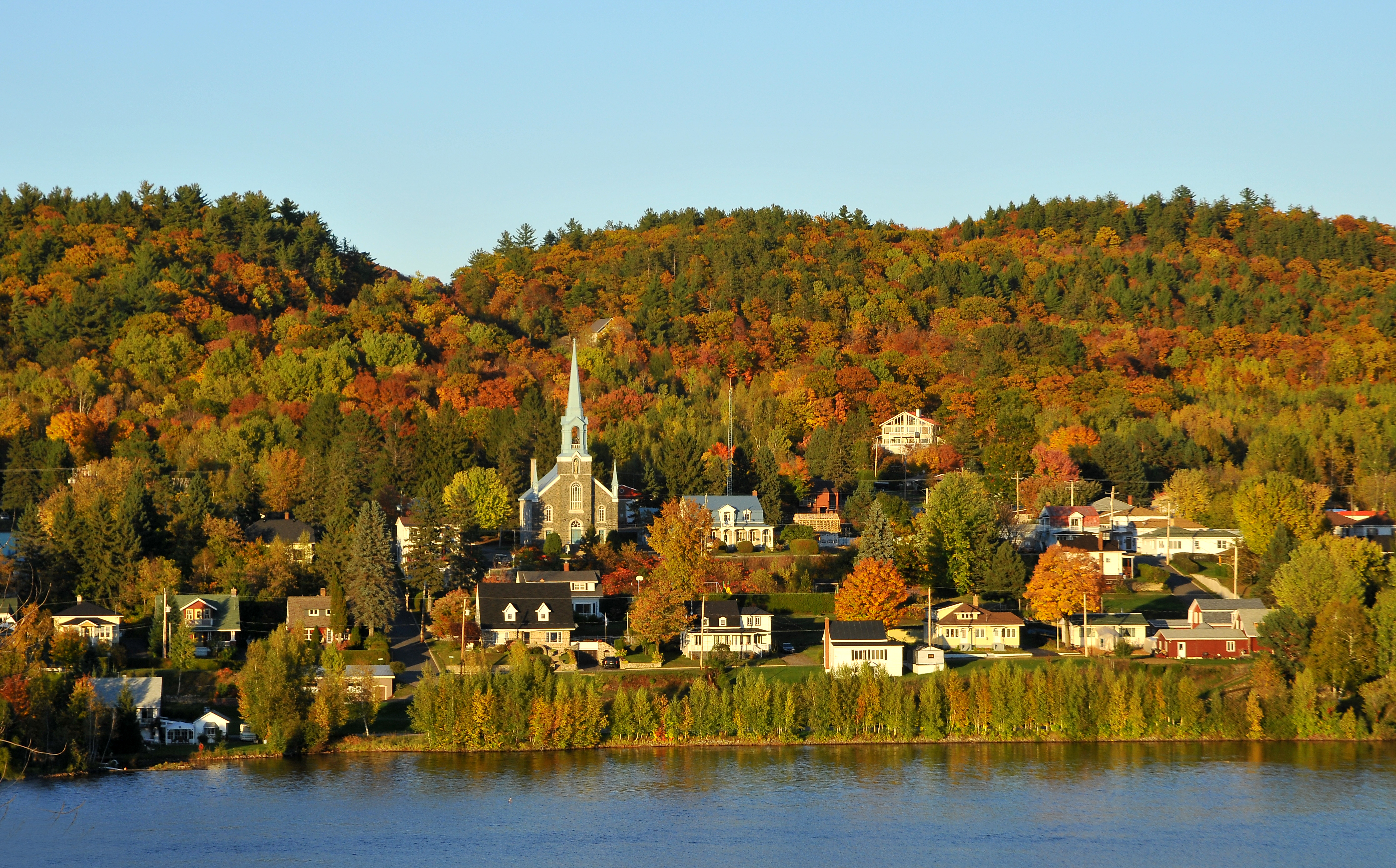
Saint-Jean-des-Piles

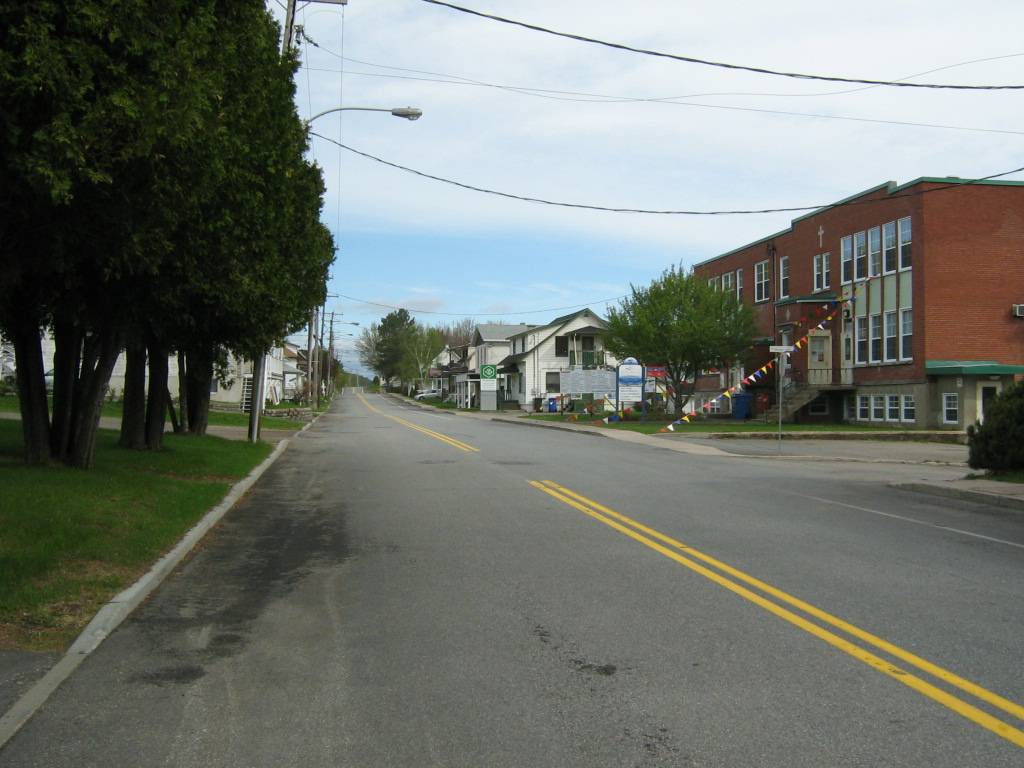
Rue principale à Saint-Jean-des-Piles

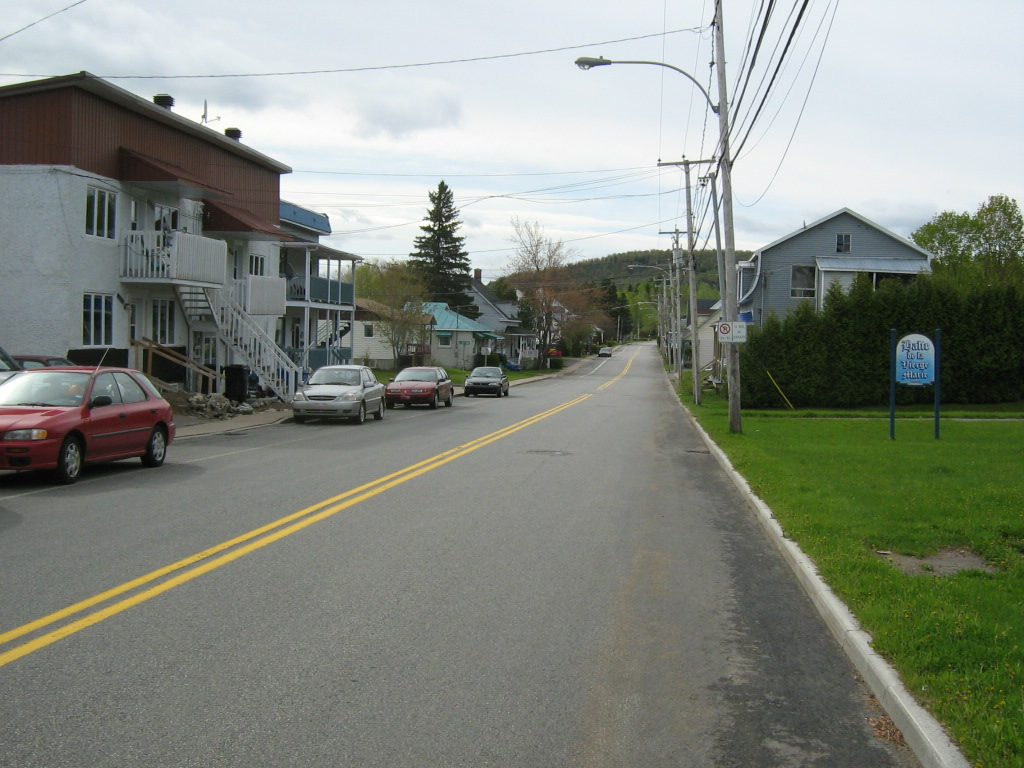
Rue principale à Saint-Jean-des-Piles

Saint-Jean-des-Piles (prononcé [sɛ̃ʒɑ̃depɪl]) est le nom de l'un des sept secteurs de la nouvelle ville de Shawinigan. Avant 2002, Saint-Jean-des-Piles était une municipalité de paroisse québécoise de 713 habitants en 2001, maintenant fusionnée à Shawinigan depuis le 1er janvier 2002 lors des réorganisations municipales québécoises. Saint-Jean-des-Piles est la principale porte d'entrée du Parc national de la Mauricie. Elle est aussi réputée comme étant la capitale du canot. Elle est située le long de la rivière Saint-Maurice.

## Historique
Les premiers habitants du lieu s'y seraient installés autour de 1850. Fondée en 1877, la paroisse de Saint-Jean-des-Piles fut détachée de celle de Saint-Jacques-des-Piles, devenue depuis Grandes-Piles, située de l'autre côté de la rivière Saint-Maurice. Elle fut érigée canoniquement et civilement le 15 mars 1897. La municipalité de paroisse fut établie le 23 avril 1898.[réf. nécessaire]

## Toponymie
Selon Topos sur le web, « Comme Saint-Jean-des-Piles faisait face à Saint-Jacques-des-Piles, et qu'elle en a été détachée, il paraissait tout naturel d'adopter le prénom de l'apôtre Jean, qui, avec Jacques le Majeur, comptaient parmi les premiers à avoir adhéré à l'enseignement de Jésus. Dans sa Relation rédigée vers 1830, Jean-Baptiste Perrault (1761-1844) donne à ce lieu le nom de Pilon. La forme graphique piles devait paraître plus tard. Le constituant Piles évoquerait l'empilement des strates, couches sédimentaires horizontales qui affleurent dans cette partie de la Mauricie. Selon certains, les Amérindiens pilaient le blé d'Inde à cet endroit. On a parlé aussi d'empilement de glaces ou de billes de bois.»

## Maires
De 1898 au 31 décembre 2001, Saint-Jean-des-Piles avait son propre maire et son propre conseil municipal. Les maires ont été les suivants :
| #  | Maire                  | Début | Fin  |
| 1  | Isidore Giguère        | 1897  | 1899 |
| 2  | Euchariste Crête       | 1899  | 1899 |
| 1  | Isidore Giguère        | 1899  | 1901 |
| 3  | Joseph Richard         | 1901  | 1902 |
| 4  | Narcisse Benoît        | 1902  | 1904 |
| 5  | Euchariste Crête       | 1904  | 1910 |
| 6  | Uldéric Beaulac        | 1910  | 1912 |
| 5  | Euchariste Crête       | 1912  | 1913 |
| 7  | Gédéon Béland          | 1913  | 1915 |
| 6  | Uldéric Beaulac        | 1915  | 1931 |
| 8  | Philippe-Arthur Doucet | 1931  | 1933 |
| 6  | Uldéric Beaulac        | 1933  | 1935 |
| 9  | Donat Gélinas          | 1935  | 1939 |
| 10 | Paul Cadorette         | 1939  | 1947 |
| 9  | Donat Gélinas          | 1947  | 1949 |
| 10 | Paul Cadorette         | 1949  | 1954 |
| 11 | Maurice Bellemare      | 1954  | 1957 |
| 12 | Louis Lizotte          | 1957  | 1968 |
| 11 | Maurice Bellemare      | 1968  | 1970 |
| 12 | Louis Lizotte          | 1970  | 1972 |
| 13 | Patrick Gentes         | 1972  | 1973 |
| 14 | Jean-Marie Beaulac     | 1973  | 1979 |
| 15 | Michel Lépine          | 1979  | 1996 |
| 16 | Angèle Lépine-Rivard   | 1996  | 1997 |
| 17 | Jean Trudel            | 1997  | 2001 |